# Adolescenti XXL
Adolescenti XXL (Too Fat for 15) è un docureality trasmesso in Italia da Real Time. È ambientato in una delle sedi della Wellspring Academy, un campo scuola in cui i ragazzi vengono educati ad un'alimentazione sana e corretta e a praticare esercizio fisico. È originariamente trasmesso negli Stati Uniti da Style Network tra il 2010 e il 2011 in due edizioni: Too Fat for 15: The Obesity Crisis dal 27 giugno 2011 e Too Fat for 15: Fighting Back dal 9 agosto 2010.

## Riconoscimenti
Nel 2011 la serie ha ricevuto una candidatura ai Daytime Emmy Award per la categoria Outstanding Special Class.